# Hemidactylus festivus
Espèce
Hemidactylus festivus est une espèce de geckos de la famille des Gekkonidae.

## Répartition
Cette espèce se rencontre au Hadramaout au Yémen et au Dhofar en Oman.

## Description
Hemidactylus festivus mesure jusqu'à 53,6 mm, queue non comprise.

## Publication originale
- Carranza & Arnold, 2012 : A review of the geckos of the genus Hemidactylus (Squamata: Gekkonidae) from Oman based on morphology, mitochondrial and nuclear data, with descriptions of eight new species. Zootaxa, n. 3378, p. 1–95.